# SULT1A3
ناقلة السلفات 1A3/1A4 هو إنزيم يُشفَّر لدى البشر بواسطة الجين SULT1A3.
تحفز إنزيمات ناقلة السلفات إضافة مجموعة سلفات إلى العديد من الهرمونات، النواقل العصبية، العقاقير، والجزيئات الغريبة حيويا. تختلف هذه الإنزيمات المتواجدة في العصارة الخلوية في توزيعها النسيجي والتخصص في الركائز. النسق الجيني (عدد وطول الإكسونات) متماثل بين أعضاء العائلة. يشفِّر هذا الجين ناقلةَ سلفاتِ الفينول ذات النشاط الإنزيمي العطوب بالحرارة. تتواجد أربع جينات خاصة بناقلة السلفات في الذراع P الخاص بالصبغي 16، ينشأ هذا الجين وجين SULT1A4 من تضاعف قِطَعي. هذا الجين هو أكثر جينات ناقلة السلفات علاقة بالقسيم المركزي. تتداخل إكسونات هذا الجين مع إكسونات جينٍ مشفِّرٍ لبروتين يحتوي على نطاقات GIY-YIG ‏(GIYD1). تم وصف ثلاث متغايرات وصل بديل تشفِّر نفس البروتين.